# True as Steel
Pour l’article homonyme, voir Silence sacré (film, 1924).
Albums de Warlock
Hellbound
(1985) Triumph & Agony
(1987)
True as Steel est le troisième album studio du groupe allemand Warlock.

## Liste des titres
| No  | Titre                        | Auteur                           | Durée |
| --- | ---------------------------- | -------------------------------- | ----- |
| 1.  | Mr. Gold                     | Pesch, Staroste, Maué, Rittel    | 3:33  |
| 2.  | Fight for Rock               | Pesch, Staroste, Maué, Arvanitis | 3:06  |
| 3.  | Love in the Danger Zone      | Pesch, Staroste, Maué, Szigeti   | 4:09  |
| 4.  | Speed of Sound               | Pesch, Staroste, Maué, Arvanitis | 3:21  |
| 5.  | Midnite in China             | Pesch, Staroste, Maué, Arvanitis | 4:30  |
| 6.  | Vorwärts, All Right!         | Pesch, Staroste, Maué, Szigeti   | 3:45  |
| 7.  | True as Steel                | Pesch, Staroste, Maué, Arvanitis | 3:20  |
| 8.  | Lady in a Rock 'n' Roll Hell | Pesch, Staroste, Maué, Szigeti   | 3:42  |
| 9.  | Love Song                    | Pesch, Staroste, Maué            | 3:45  |
| 10. | Igloo on the Moon (Reckless) | Pesch, Staroste, Maué, Szigeti   | 3:10  |
| 11. | T.O.L.                       | Staroste, Szigeti                | 2:20  |

## Composition du groupe
- Doro Pesch - chants
- Frank Rittel - basse
- Niko Arvanitis - guitare
- Peter Szigeti - guitare
- Michael Eurich - batterie